# Areios (Kentaur)

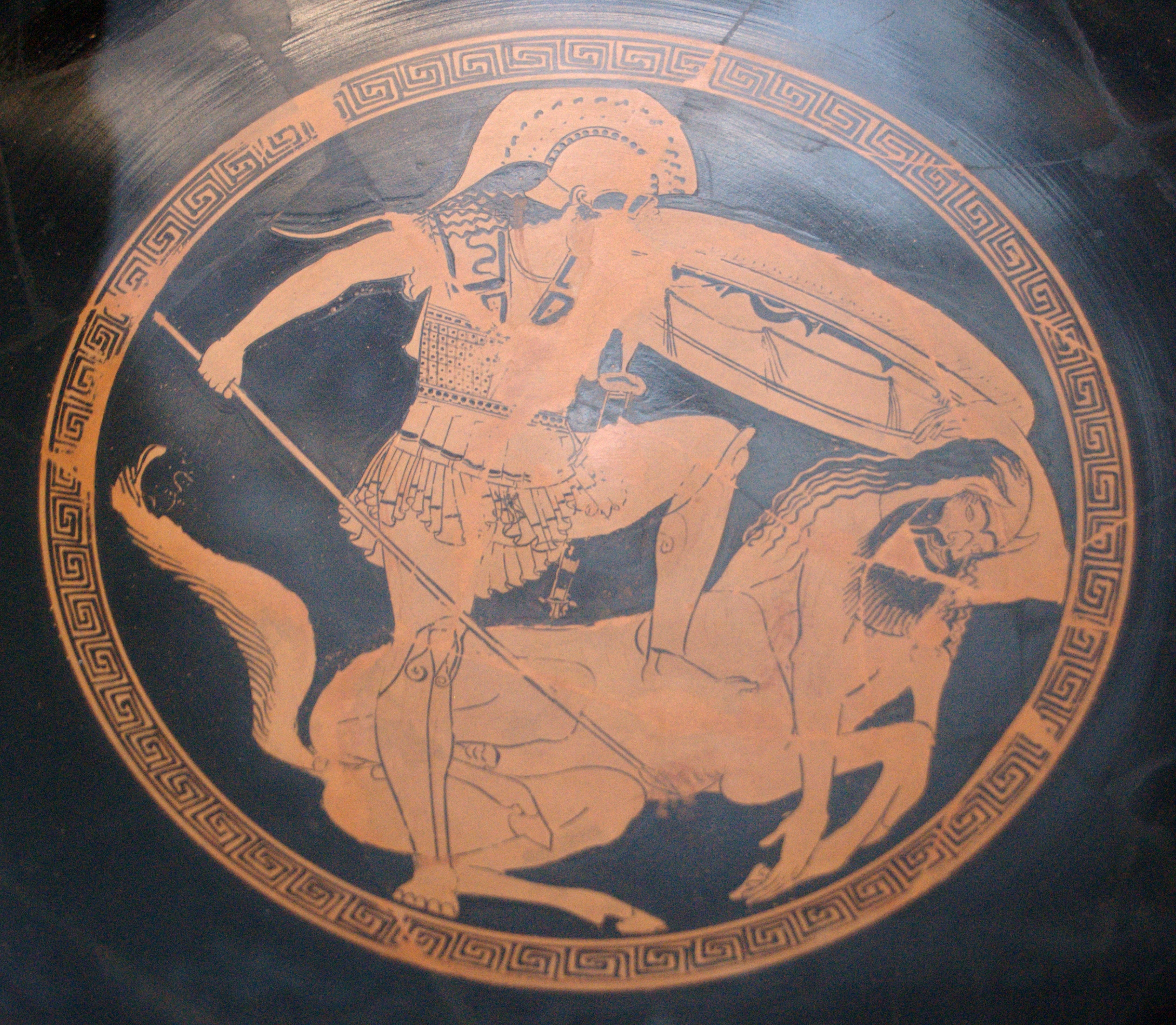
Tondo auf einer Kylix, 5. Jh. v. Chr.: Kentaur am Boden.

Areios ist ein Kentaur der griechischen Mythologie. Er wird in der Kentauromachie auf der Hochzeit des Peirithoos vom Lapithen Dryas getötet. Einzige Quelle ist das zwölfte Buch der ovidschen Metamorphosen.

## Name
Er kommt vom griechischen Ἄρειος, Áreios; lateinisch und deutsch auch Arḗos, Arḗus mit der Betonung auf der vorletzten Silbe, da der Diphthong ει/ei und das daraus gebildete ē lang sind (Paenultimagesetz). Er ist das substantivierte Adjektiv ἄρειος, áreios, dem Kriegsgott geweiht, kriegerisch; der etymologische Kern ist der Kriegsgott  Ἄρης, Árēs.
Die Übertragung des populären Namens auf einen Kentauren ist wohl eine Erfindung Ovids, passt er doch gut zu den späteren anthropomorphen Kentaurennamen, die ihren „kriegerischen Sinn, Kampf- und Jagdlust“ andeuten.

## Mythos
Areios ist das dritte Glied einer Gruppe von fünf Kentauren, die allesamt von Dryas in einem Schwung niedergemacht werden und deshalb auch zusammen zu betrachten sind. Auf der Hochzeit kommt es zur blutigen Schlacht mit den Lapithen. Letztere gewinnen durch die Unterstützung der Argonauten die Oberhand und die Kentauren beginnen zu fliehen. Einige finden in der Flucht ihre Rettung, „nicht aber“ (310: at non) unsere fliehende Fünfergruppe. Ovid lässt Nestor, der dabei war, in einer Heeresversammlung vor Troja die Geschichte erzählen:

## Text und Inhalt
Ovid, Metamorphosen 12, 310–315:

310 Át non Eúrynomús Lycidásqu(e) et Aréos et Ímbreus

éffugére necém; quos ómnes déxtra Dryántis

pérculit ádversós. advérsum tú quoque, quámvis

térga fugaé dederás, vulnús, Crenaée, tulísti:

nám grave réspiciéns intér duo lúmina férrum,

315 quá narís frontí commíttitur, áccipis, ímae.
Übersetzung Suchier im Versmaß:

310 Áber Eurýnomos nícht und Lýcidas únd mit Aréos

Ímbreus míeden den Tód: die stréckte die Réchte des Drýas

álle darníeder von vórn. Von vórn nicht mínder empfíngst du,

ób du den Rǘcken zur Flúcht auch wándtest, Krenaíos, die Wúnde.

úmsehn wólltest du dích, als zwíschen den Aúgen hineínfuhr,

315 wó sich die Náse der Stírn anfǘgt, das verdérbende Eísen.
Areios, der Mann des Kriegsgotts, der Krieger, hat keine Chance, sein Name kann ihm nicht helfen. Nachdem einige Kentauren fliehen konnten, dreht sich das Blatt für die Lapithen und Dryas tötet die fünf mit der „Rechten“, und da er dem Crenaeus das „Eisen“ (314: ferrum) zwischen die Augen rammt, ist anzunehmen, dass er in der rechten Hand ein Schwert oder eine Lanze hält, mit denen er auch die anderen niedermachte.

## Literarische Gestaltung
Die Kentauren bekommen durch die Konjunktionen -que/et/quoque und/auch jeweils ihr eigenes Gewicht und werden so aus der Herde herausgehoben, sie bleiben aber in der Aufzählung Dutzend-Kentauren unter vielen. Nur der letzte, Crenaeus, mit dessen Tötung Dryas seine Erfolgsserie abschließt, kann sich mit seiner Geschichte etwas von diesen absetzen. Sie werden alle nicht von hinten, sondern „von vorne“ (adversos, adversum) erwischt. Ovid betont das „von vorn“ durch das Praesens historicum und den Chiasmus mit einer Zäsur (|), was auch Suchier in seiner Übersetzung nachahmt: perculit adversos | adversum accipis, die streckte darnieder von vorn | von vorn empfingst du. Es bleibt unausgesprochen, ob sie sich mit diesem „von vorn“ dem Dryas entgegenstellten oder nur aus Furcht umdrehten. Ovid scheint zu letzterem zu tendieren. Er hat ihren kriegerischen und wilden Charakter in die Namen gepackt, ihr Fluchtverhalten aber – und das zeigt Crenaeus – ängstlich (314 mit dem „respiciens, zurückblickend“) und bemitleidenswert (313 mit dem Vokativ „Crenaee, Oh Crenaeus!“) ausgeführt.

## Quelle
- Ovid: Metamorphosen 12, 310–315, Wikisource.